# Сподња Поханца
Сподња Поханца (словен. Spodnja Pohanca) је насељено место у општини Брежице, Посавска регија, Словенија.

## Историја
До територијалне реорганизације у Словенији била је у саставу старе општине Брежице.

## Становништво
У попису становништва из 2011. године, Сподња Поханца је имала 119 становника.
| Број становника према пописима | Број становника према пописима | Број становника према пописима |
| ------------------------------ | ------------------------------ | ------------------------------ |
| 1991                           | 2002                           | 2011                           |
| 106                            | 99                             | 119                            |

Напомена: Године 1980. умањено за део насеља који је проглашен за ново самостално насеље Долења вас при Артичах.